# Литвинова, Татьяна Максимовна
Татья́на Макси́мовна Литви́нова (1918, Москва — 4 декабря 2011, Брайтон, Великобритания) — советская российская переводчица и художница, участница диссидентского и правозащитного движения.

## Биография
Родилась в 1918 году в Москве. Отец — советский революционер, партийный и государственный деятель Максим Максимович Литвинов, занимал высокие посты в Наркомате иностранных дел, в том числе в 1930—1939 годах — высший пост народного комиссара иностранных дел. Мать — британская писательница и переводчица, автор известного в 1930-е годы курса по изучению английского языка «Basic English» Айви Вальтеровна Лоу. Семья была частью советской номенклатуры, проживала в большой квартире в Доме на Набережной.
С 1950-х годов стала работать переводчицей с английского языка на русский, переводила произведения Чарльза Диккенса, Джека Лондона, Роберта Льюиса Стивенсона, Бернарда Шоу и других авторов. Была близким другом и соратницей Корнея Чуковского, который даже упомянул её в своём завещании 1961 года: «Татьяне Максимовне Литвиновой нужно на память обо мне дать любые английские книги, какие она захочет взять».
В 1960—1970-х годах переосмыслила свои политические взгляды и примкнула к диссидентскому и правозащитному движению.
В середине 1970-х годов вместе с матерью эмигрировала из Советского Союза в Великобританию. В эмиграции осуществила и издала литературные переводы произведений Александра Сергеевича Пушкина «Пиковая дама» и «Гробовщик» с русского на английский. Художница, участница многочисленных выставок.
Скончалась 4 декабря 2011 года в Брайтоне, Великобритания.

## Семья
- Жена скульптора Ильи Львовича Слонима; мать Марии Ильиничны Слоним (в замужестве — Филлимор, род. 1945) и Веры Ильиничны Слоним (в замужестве Чалидзе, род. 1948 — жены правозащитника и издателя Валерия Чалидзе); тётка правозащитника Павла Михайловича Литвинова (род. 1940)[5].

## Киновоплощение
- 1943 — «Миссия в Москву» (США) — Мария Палмер